# IronFall: Invasion
IronFall: Invasion est un jeu vidéo de tir à la troisième personne développé et édité par VD-dev sur Nintendo 3DS et compatible pour la New Nintendo 3DS. Il est sorti en dématérialisé et en freemium via le Nintendo eShop européen le 13 février 2015. Le jeu comprend une campagne solo et un mode multijoueur jusqu'à 6 joueurs.
Le jeu est globalement reconnu pour sa maîtrise technique mais peine à convaincre la critique professionnelle sur plusieurs aspects dont le gameplay, la direction artistique et le mode solo.
La version Nintendo Switch est sortie le 28 novembre 2024 via le Nintendo eShop.

## Histoire
Cette section ne s'appuie pas, ou pas assez, sur des sources secondaires ou tertiaires indépendantes du sujet.

Pour l'améliorer, ajoutez-en, ou placez des modèles {{Source secondaire souhaitée}} ou {{Source secondaire nécessaire}} sur les passages mal sourcés. (mai 2023)
Le jeu se déroule dans plusieurs lieux de la Terre qui est envahie par des robots extraterrestres appelés Dyxides. Le joueur incarne un militaire, Jim Woper, membre de l'unité 4 lors de la guerre ainsi que Samantha Finch lors de différents lieux sur la planète.

### Personnages
Les personnages sont nombreux mais ne peuvent pas tous être vus ou joués.
Les personnages pouvant être joués sont Jim Woper et Samantha Finch, deux militaires membres de l'unité 4. Jim est contrôlable dans neuf niveaux et possède des armes trouvables dans l'aventure au fur et à mesure, alors que Samantha est contrôlable dans trois niveaux et ne peut utiliser qu'un pistolet. À noter que Jim est jouable en version multijoueur alors que Samantha, non.
Parmi les autres personnages, on peut citer :
- Victor est le chef de l'unité 4 ; il donne des ordres à Jim et Samantha tout au long de l'aventure.
- Flemming est un scientifique corrompu par les Dyxides qui l'ont payé pour créer une arme surpuissante. Il a créé la combinaison EX16 après laquelle court l'unité 4 qui pense qu'elle les aidera à gagner la guerre. On ne voit jamais son visage car il est caché par sa combinaison. Il travaille dans une organisation, Final Biologic.
- Grant est un personnage dont on n'entend pas parler dans l'aventure mais qui est jouable en mode multijoueur. Son visage est recouvert par une cagoule.
- Tous ces personnages peuvent être joués en mode multijoueur. Les personnages suivants ne le sont pas.
- Les membres de l'unité 17 ont été décimés par les Dyxides.
- Les employés de Final Biologic sont sauvés par Jim.

### Les Dyxides
Les Dyxides sont de plusieurs types, plus ou moins puissants : Dyxbot, Dyxshield, Dyxplorer, Dyxwing... Seuls le Dyxbot et le Dyxshield peuvent être incarnés dans le mode multijoueur.

## Système de jeu

### Généralités
IronFall: Invasion est un jeu de tir en vue à la troisième personne. Le jeu propose d'une part, un mode campagne en solo qui contient onze niveaux, et d'autre part, un multijoueur. Durant la campagne, le joueur enchaîne les phases de tir qui sont interrompues par des mini-jeux variés et d'autres mécaniques de jeu.
IronFall: Invasion propose plusieurs schémas de contrôle. Le stylet de la console est utilisée pour viser et tirer sur les ennemis. Cependant, le jeu est compatible avec le Circle Pad Pro, qui permet de gérer manuellement la caméra avec un pad circulaire.

### Mode Multijoueur
Le mode multijoueur, qu'il soit en ligne ou local, permet de jouer dans une arène avec un nombre de joueurs dans l'arène limité à six. Le mode comporte un match à mort seul ou en équipe. Les joueurs s'affrontent en Wi-Fi, en Wi-Fi uniquement avec des amis, ou en mode sans fil.
Avant de commencer une partie, les joueurs choisissent une arme légère (fusil d'assaut, botgun ou fusil à pompe) et une arme lourde (lance-grenades, lance-roquettes, fusil de précision, fusil à balles explosives et pistolet HR). Les armes sélectionnées par défaut sont le fusil d'assaut et le lance-grenades. Par la suite, chaque joueur sélectionne un personnage (par défaut Jim ; sinon Grant, Victor, Dyxbot, Dyxshield et Flemming). Finalement, le joueurs choisissent également une arène ; celle qui est sélectionnée par défaut est celle des Cuves (démo).
Une partie dure 5 minutes. Chaque frag rapporte un point. Lorsqu'un joueur est éliminé, il est téléporté quelques secondes plus tard vers un autre endroit de l'arène. Lorsque le délai est dépassé, le joueur qui possède le plus de points remporte la partie. De plus, le gagnant et le deuxième obtiennent des crédits. Au fur et à mesure qu'un joueur récupère des crédits, il augmente en même temps son niveau (nommé XP), jusqu'à un maximum de XP7. Le nombre de crédits gagnés varie selon l'XP des joueurs présents dans la session.
Il est possible de quitter la session de jeu pendant une partie ; si tout le mode quitte la partie le dernier qui reste empoche tous les gains et est donc déclaré vainqueur.
Au début d'un combat, il est possible de parier une partie de ses crédits et le gagnant de la partie empoche le gain du pari en plus des crédits de la partie.

#### Mode survivant
Le mode Survivant est un mode uniquement disponible pour les possesseurs de la version complète du jeu. Les joueurs se retrouvent dans une arène mais les ennemis sont tous des Dyxbots. Voici ce qui change de la version multijoueur "normale" :
- Une partie dure 3 minutes.
- Les Dyxbots ont les sensibilités du mode campagne, c'est-à-dire qu'ils sont beaucoup plus vulnérables que de vraies personnes.
- Les Dyxbots ne peuvent pas ramasser de munitions.
- Les Dyxbots ne peuvent pas subir les effets de l'EX16 ni du pistolet HR.
- Les Dyxbots réapparaissent plus rapidement que les joueurs "normaux".
- Le joueur peut envoyer des captures d'écrans sur Miiverse.
- Le joueur n'a pas besoin que la communication sans fil soit activée pour jouer.
- Le joueur ne gagne pas de crédits à la fin de la partie.

Le mode Survivant est, par exemple, le seul moyen d'envoyer sur Miiverse des captures d'écran de Grant ou Victor. A noter que l'Arène des Cuves est indisponible en mode Survivant.

## Développement
IronFall: Invasion est développé par le studio français VD-dev. Le studio est à l'origine de plusieurs titres développés spécifiquement pour les précédentes portables de Nintendo tels que la Game Boy (Le Cauchemar des Schtroumpfs), la Game Boy Color (24 Heures du Mans), la Game Boy Advance (V-Rally 3) et la Nintendo DS (COP: The Recruit). Néanmoins, par souci de liberté, c'est la première fois que le studio développe de manière indépendante un jeu sans l'appui d'un éditeur.

« Être développeur indépendant est un rêve, vous êtes libre de faire ce que vous voulez, [...] vous n'êtes pas satisfait de certains aspects du jeu, pas de problème vous pouvez réécrire le code, peu importe le temps que cela prendra. D'un autre côté, être indépendant représente beaucoup de sacrifices financiers [...]. »

— Fernando Velez.
L'équipe se compose des cofondateurs Fernando Velez et Guillaume Dubail, depuis la création du studio en 1990. Le premier effectue la programmation tandis que le second s'occupe des graphismes. Le projet aurait débuté aux alentours de 2011 alors que les deux membres du studio souhaitent créer un jeu dans un genre qu'ils apprécient tout particulièrement. De plus, en 2013, l'équipe se renforce par l'arrivée de Frédéric Zimmer, un ami de longue date de Fernando Velez. Auparavant, il a participé à la réalisation technique de Watch Dogs en tant que responsable technique pour le compte de la société Ubisoft,.
L'équipe conçoit son titre dans l'idée de « pousser la 3D jusqu'à ses limites ». Totuefois, l'équipe parvient à faire tourner IronFall: Invasion en 3D à 60 images par seconde lorsque l'option 3D de l'écran est désactivée. L'équipe utilise un moteur de jeu entièrement crée en interne et qui se nomme Big Bang Engine. Selon lui, la programmation du moteur dure plusieurs mois tandis qu'il est entièrement écrit en code assembleur, en utilisant toutes les optimisations ARM que le studio connaît. De plus, l'équipe retranscrit son propre pilote graphique pour communiquer avec le GPU de la 3DS. L'équipe s'est inspirée de la série Gears of War pour concevoir les mécaniques d'IronFall: Invasion, en particulier le système de couverture.
Le jeu est d'abord annoncé par le studio en octobre 2013 par le biais d'une image hors écran. Ensuite, le jeu est officiellement présenté en novembre 2013 sous la forme d'une démo technique. Le lancement du jeu est alors prévue exclusivement sur Nintendo 3DS pour printemps 2014.
Le jeu est présenté lors du Nintendo Direct de janvier 2015.
La sortie définitive européenne d'IronFall: Invasion a lieu le 13 février 2015 sous format dématérialisée via le Nintendo eShop, pour les possesseurs de la Nintendo 3DS. Le jeu est aussi compatible avec la New Nintendo 3DS. Le jeu complet est payant à l'acquisition. Toutefois, Nintendo propose également l'achat séparé de la campagne solo et du multijoueur du titre. Par ailleurs, les joueurs qui ne s'offrent pas la campagne peuvent essayer gratuitement le premier niveau, tandis que ceux qui ne possèdent pas le multijoueur peuvent le tester gratuitement sur une seule carte et avec des options réduites.
À partir d'août 2015, IronFall: Invasion est retiré temporairement de la boutique en ligne sans raisons officielles. Cependant, le site Gamekult avance qu'une faille de sécurité avait été décelée dans le code du jeu. IronFall: Invasion est réintroduit au sein de l'eShop en octobre 2015.
La version Nintendo Switch est sortie le 28 novembre 2024 via le Nintendo eShop, et contrairement à la version Nintendo 3DS, elle est maintenant à acheter, et les campagnes solo et multijoueur ne peuvent pas être achetées indépendamment.

## Lien
- Site officiel
- Ressource relative au jeu vidéo :   - Internet Game Database